# Mirosław Andrzejewski
Mirosław Andrzejewski (ur. 18 lutego 1962 w Mrągowie) – polski rysownik, karykaturzysta i ilustrator książek.

## Wykształcenie, działalność opozycyjna i polityczna
Uczęszczał do I Liceum Ogólnokształcącego im. Bolesława Prusa w Siedlcach. W 1981 roku rozpoczął studia matematyczne w Wyższej Szkole Rolniczo-Pedagogicznej w Siedlcach. 13 grudnia 1981 był jednym z internowanych za działalność w Ruchu Młodej Polski. Przebywał w ośrodkach odosobnienia w Białej Podlaskiej, Włodawie i Kwidzynie, skąd uciekł 7 sierpnia 1982 roku. Ujawnił się 6 stycznia 1983 roku. Sąd warunkowo umorzył sprawę ucieczki z internowania. W lutym 1985 został aresztowany za kolportowanie ulotek i skazany na 11 miesięcy pozbawienia wolności. W więzieniu przebywał do 8 listopada 1985 roku (m.in. w zakładzie karnym w Łęczycy razem z Władysławem Frasyniukiem). W latach 1993–1996 był członkiem Unii Polityki Realnej. W roku 2001 ukończył studia matematyczne.

## Działalność artystyczna
Jako zawodowy rysownik rozpoczął pracę w niezależnym wydawnictwie Metrum. W latach 1989–90 był animatorem w wytwórni filmów rysunkowych Hanna Barbera Poland w Warszawie.
Od 1993 jest członkiem Stowarzyszenia Polskich Artystów Karykatury (SPAK). Współpracuje z Gazetą Polską (tygodnikiem), Tygodnikiem Siedleckim, Echem Katolickim i Info&Tips (tygodnik polonijny w Niemczech). Jego rysunki zamieszczały m.in. Newsweek Polska, Nowy Świat, Video Świat Hanna Barbera, Nowa Trybuna Opolska, Dziennik Chicagowski" i wiele innych czasopism. Publikuje pod pseudonimem „Zbirek”.

## Odznaczenia i wyróżnienia
W 1999 roku został wyróżniony odznaką Zasłużony Działacz Kultury przez Ministra Kultury i Sztuki RP. W 2009, z okazji jubileuszu 30-lecia powołania Ruchu Młodej Polski został odznaczony przez Prezydenta RP Lecha Kaczyńskiego Krzyżem Oficerskim Orderu Odrodzenia Polski. W 2015 roku odznaczony przez Prezydenta RP Andrzeja Dudę Krzyżem Wolności i Solidarności.

## Życie prywatne
W roku 1985 podczas przepustki w trakcie odbywania kary więzienia ożenił się z Agnieszką Więsak, działaczką niezależnego harcerstwa, odznaczoną Krzyżem Kawalerskim Orderu Odrodzenia Polski przez prezydenta Bronisława Komorowskiego. Jest ojcem trójki dzieci: Marty, Michała i Aleksandry.

## Publikacje autorskie
- „Zbiorek”, Siedlce, Metrum 1986 (poza cenzurą)[25]
- „Głowa do góry”, Warszawa: Przedświt 1990, ISBN 83-85081-03-8[26]
- „Post-komunizm”, Warszawa: Delikon 1991, ISBN 83-85143-15-7[27]

## Ilustracje w książkach innych autorów
- Marek M. Kamiński, „Gry więzienne”, Warszawa: Oficyna Naukowa 2006, ISBN 83-7459-022-X[28]
- Wojciech Polak, „Śmiech na trudne czasy”, Gdańsk: Finna 2007, ISBN 978-83-89929-87-7[29][30]
- Diego Gambetta, „Mafia Sycylijska”, Warszawa: Oficyna Naukowa 2009, ISBN 978-83-7459-081-5[31]
- Federico Varese(inne języki) „Mafia Rosyjska” Warszawa: Oficyna Naukowa 2009, ISBN 978-83-7459-082-2[32]
- Mariola i Piotr Wołochowiczowie, „Seks po chrześcijańsku” Częstochowa: Edycja Świętego Pawła 2012, ISBN 978-83-7797-083-6[33]
- Jacek Wierzbicki, „Historia siedleckiego rugby w anegdocie”, Siedlce: Stowarzyszenie tutaj teraz 2014, ISBN 978-83-63307-21-9[34]
- Henryk Drozd, „Z Drozdem i Zbirkiem przez Siedlce” Siedlce: Unitas 2017/2018, ISBN 978-83-65414-81-6[35]
- Marek M. Kamiński i Ernest Szum, „Janosik Podlaski. Józefa Koryckiego prywatna wojna z komunizmem” Warszawa: Oficyna Naukowa 2019, ISBN 978-83-66056-07-7[36]
- Henryk Drozd, „Z Drozdem i Zbirkiem przez Łuków i okolice” Łuków: Unitas 2020, ISBN 978-83-66175-33-4[37]
- Piotr Wołochowicz, „Ku pełni miłości” Częstochowa: Edycja Świętego Pawła 2022, ISBN 978-83-8131-480-0[38]

## Wystawy indywidualne
- Łukowski Ośrodek Kultury: Łuków 1992[39]
- „Rysunki na indeksie”: Herne (Niemcy), Siedlce 2000[40]
- Bielański Ośrodek Kultury: Warszawa 2000[41]
- „Solidarność na wesoło”: Centrum Kultury i Sztuki: Siedlce 2005, Muzeum Regionalne w Siedlcach: Siedlce 2009[42]
- „Zbirek siedlecki”: Herbaciarnia Artee Tea, Siedlce 2006[43]
- „Zakazane rysunki”: Archiwum Państwowe w Siedlcach, Siedlce 2009[44]
- „MIVA na wesoło”: Strzelce Opolskie 2024[45]

## Wystawy zbiorowe[46]
- Muzeum Karykatury im. Eryka Lipińskiego: Warszawa 1996, 1997, 1998, 2000[47]
- Kość 95, Kość 97: Sochaczew[48]
- 20 lat wSPAK - Muzeum Karykatury im. Eryka Lipińskiego, Warszawa 2007[49]
- Satyryczne spojrzenie na kolej: Muzeum Techniki, Warszawa 2008[50]
- Sex w satyrze: Galeria Satyry "Na Tynku", Tarnowskie Góry 2010[51]
- Wakacje w satyrze: Multimedialna Biblioteka Młodych Planeta 11, Ryn, Mikołajki, Biskupiec, Monety, Jedwabno, Olsztyn, Kruklanki, Olecko 2010[52]
- Totalizator Sportowy – 60 lat w służbie sportu: Muzeum Sportu i Turystyki w Warszawie, Warszawa 2017[53][54]
- Wystawa pokonkursowa I Ogólnopolskiego konkursu na rysunek prasowy im. A. Wołosa: Olsztyn 2019[55]
- Z głową w obłokach. 250 lat ratusza pod Jackiem: Muzeum Regionalne w Siedlcach, Siedlce 2023[56]
- Wystawa pokonkursowa VI Ogólnopolskiego konkursu na rysunek prasowy im. A. Wołosa: Olsztyn, Kętrzyn, Mrągowo, Olecko, Hołowno, Lidzbark Warmiński 2024[57]
- Rok pod kreską: Muzeum Karykatury im. Eryka Lipińskiego, Warszawa 2024[58]